# Pierre Rolin
Pierre Michel Ghislain Marie Rolin (Ukkel, 3 december 1963) is burgemeester van de Belgische gemeente Sint-Genesius-Rode.

## Levensloop
Pierre Rolin, licentiaat in de toegepaste economische wetenschappen, behorende tot de uitgebreide familie Rolin, is de voorlaatste van de acht kinderen van baron André Rolin (1927-2009) en van Huguette Waucquez (1927).
Hij is de broer van Myriam Rolin, die gedurende meer dan 20 jaar burgemeester van Sint-Genesius-Rode was. Hij trouwde in 1989 met zijn nicht Marie-Véronique Puissant Baeyens (1964) en ze hebben drie dochters.
Terwijl hij activiteiten uitoefende in de ondernemerswereld, was hij lid van het OCMW van Sint-Genesius-Rode.
Bij de gemeenteraadsverkiezingen van oktober 2012 volgde hij zijn zus op als lijsttrekker voor de lokale lijst Interêts Communaux - Gemeentebelangen, die 17 van de 25 zetels behaalde. Hij werd vervolgens benoemd tot burgemeester van de gemeente. Rolin was lid van het cdH en werd nadien als onafhankelijke actief binnen de lokale partij 1640.be.